# Horodnic, Suceava
Horodnic este o fostă comună din județul Suceava, Bucovina, România.
Ea a fost înființată în anul 1950 prin înglobarea comunelor Horodnic de Jos și Horodnic de Sus ca sate componente. Comuna și-a avut reședința în satul Horodnic de Jos.
În anul 2003, comuna Horodnic a fost divizată în cele două comune care au existat anterior și s-a desființat.
 Acest articol despre o localitate din județul Suceava este deocamdată un ciot. Puteți ajuta Wikipedia prin completarea lui.